# Spongomorpha aeruginosa
Espèce
Spongomorpha aeruginosa est une espèce d'algues vertes de la famille des Acrosiphoniaceae.

## Aspect
Cette algue se présente sous la forme d'un pompom vert clair, aux filaments courts, de 2 à 3 cm de largeur. Elle est presque toujours épiphyte d'algues rouges telles que Chondrus crispus.

## Reproduction
Spongomorpha aeruginosa alterne deux phases au cours de son existence:
- La phase gamétophyte, décrite ci-dessus, produit des gamètes.
- La phase sporophyte, unicellulaire et microscopique, vit en endophyte à l'intérieur d'algues rouges. Elle produit des spores.

## Répartition et habitat
Cette espèce peut se trouver dans certaines zones semi-abritées du nord-ouest et du nord-est de l'Océan Atlantique (pour cette dernière zone, de l'Arctique au Nord de l'Espagne).

## Systématique

### Taxonomie
D'abord nommée Conferva aeruginosa par Carl von Linné (Linnaeus), elle a reçu par la suite de nombreux noms scientifiques, de nos jours considérés comme synonymes mais non valides:
- Acrosiphonia bombycina Kjellman
- Acrosiphonia lanosa (Mertens ex Roth) J. Agardh 1846
- Acrosiphonia pallida Kjellman
- Chlorochytrium inclusum Kjellman 1883
- Cladophora bombycina (Kjellman) Batters
- Cladophora pallida (Kjellman) Batters
- Cladophora uncialis (O.F. Müller) Kützing
- Conferva aeruginosa Linnaeus 1753
- Conferva uncialis O.F. Müller 1778
- Conferva congregata C. Agardh 1824
- Spongomorpha congregata (C. Agardh) Kützing 1843
- Spongomorpha lanosa (Roth) Kützing
- Spongomorpha pallida (Kjellman) Wille
- Spongomorpha uncialis (O.F. Müller) Kützing 1843

C'est en 1963 que Christiaan van den Hoek la nomma Spongomorpha aeruginosa, qui est le nom actuellement considéré comme valide.

### Étymologie
Le terme spongomorpha signifie en grec ancien en forme d'éponge. Quant à aeruginosa, c'est un mot latin signifiant couvert de rouille, ou plus précisément couvert de vert-de-gris.